# 온셰이프

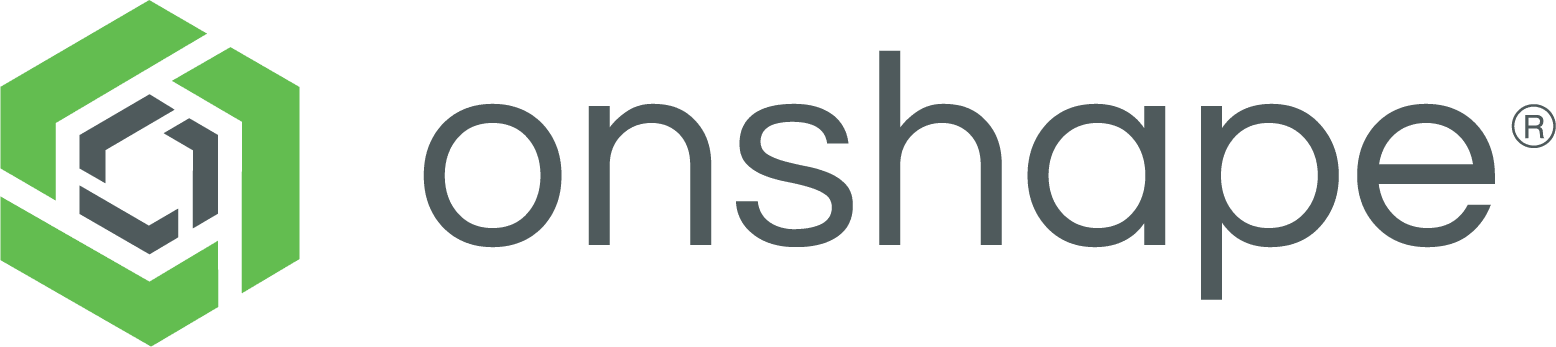

온셰이프(Onshape)는 SAAS(서비스형 소프트웨어) 모델을 통해 인터넷을 통해 제공되는 CAD(컴퓨터 지원 설계) 소프트웨어 시스템이다. 인터넷 기반 서버에서 수행되는 컴퓨팅 집약적 처리 및 렌더링을 통해 클라우드 컴퓨팅을 광범위하게 사용하며 사용자는 웹 브라우저 또는 iOS 및 안드로이드 앱을 통해 시스템과 상호 작용할 수 있다. SAAS 시스템인 온셰이프 업그레이드는 웹 인터페이스에 직접 출시되며 소프트웨어는 사용자의 유지 관리 작업이 필요하지 않다.
온셰이프를 사용하면 여러 작성자가 클라우드 서비스를 통해 공유 문서를 편집하면서 함께 작업할 수 있는 것과 마찬가지로 팀이 단일 공유 디자인에 대해 협업할 수 있다. 주로 기계 CAD(MCAD)에 중점을 두고 있으며 가전제품, 기계 기계, 의료 기기, 3D 프린팅, 기계 부품, 산업 장비 등 다양한 산업 분야의 제품 및 기계 설계에 사용된다.

## 같이 보기
- 웹GPU